# Frahelž
Frahelž (deutsch Frahelsch, älter Freihals) ist eine Gemeinde in Tschechien. Sie befindet sich 24 Kilometer nordöstlich des Stadtzentrums von České Budějovice und gehört zum Okres Jindřichův Hradec.

## Geographie

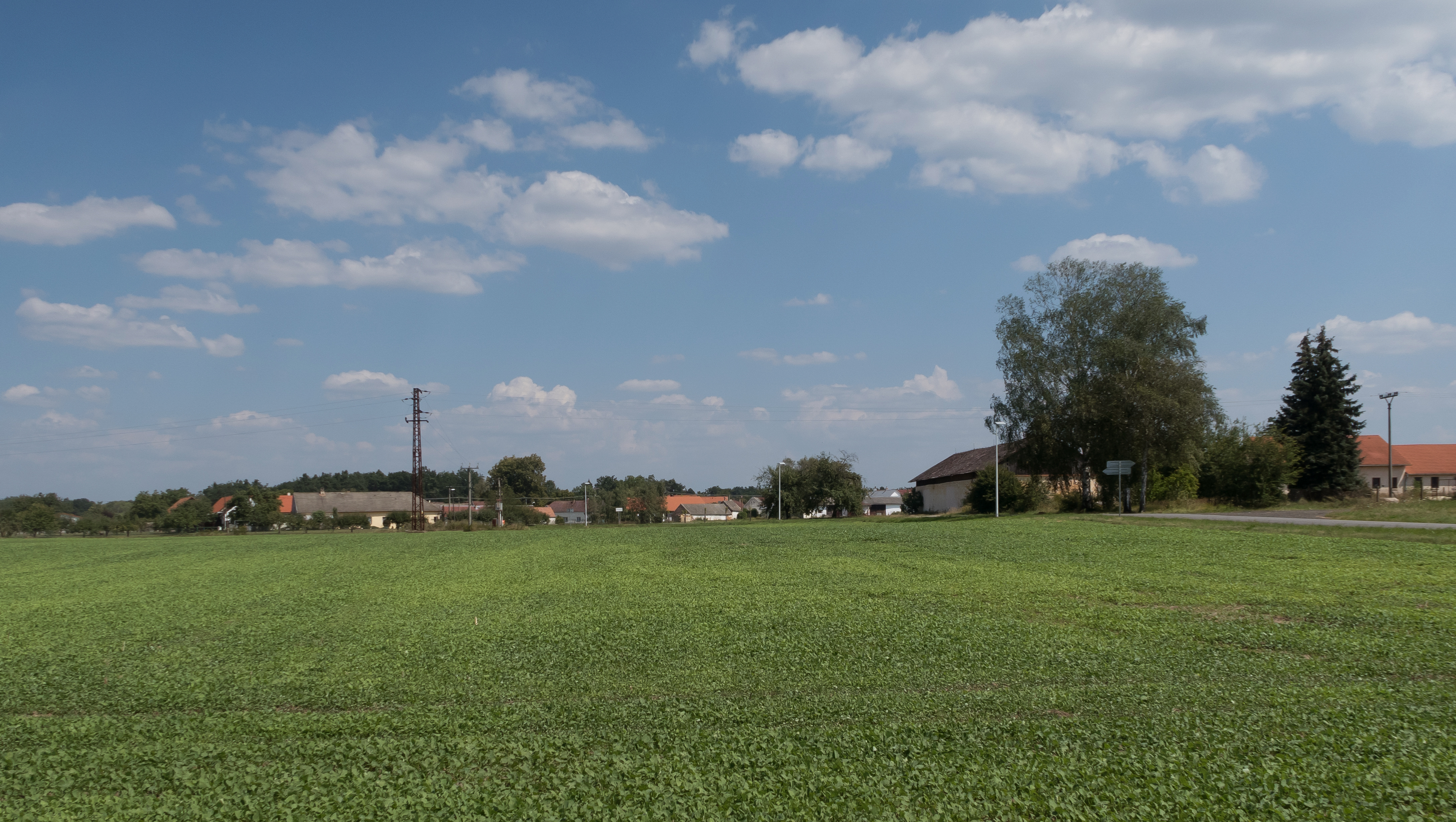
Panorama

Frahelž liegt am linken Ufer der Lainsitz auf dem Gebiet des UNESCO-Biosphärenreservates Třeboňsko zwischen der Lainsitz in der Ebene des Wittingauer Beckens. Umgeben wird der Ort von mehreren großen Fischteichen, von denen der Ponědražský rybník der größte ist.
Nachbarorte sind Vlkov im Norden, Val und Vyšné im Nordosten, Klec und Lomnice nad Lužnicí im Süden, Záblatí und Ponědraž im Westen sowie Ponědrážka im Nordwesten.

## Geschichte
Das Dorf wurde am Anfang des 14. Jahrhunderts gegründet, die erste urkundliche Erwähnung datiert von 1549. Der an der Lainsitz ansässige Mühlenbesitzer genoss des Privileg eines Freihalses und war damit von der Fronarbeit befreit. Aus der ursprünglichen Ortsbezeichnung „Freihals“ entwickelte sich die heutige Schreibweise.
Angeblich soll 1424 in Frahelž Jan Žižka kuriert worden sein; auf einem Findling, der bei der Flussregulierung beseitigt worden ist, war diese Jahreszahl auch eingehauen. Zu den Besitzern gehörte der Witigone Jan von Stráž, seine Nachfolger schlugen das Dorf der Herrschaft Bechyně zu.

## Gemeindegliederung
Für die Gemeinde Frahelž sind keine Ortsteile ausgewiesen.

## Sehenswürdigkeiten
- Kapelle am Dorfplatz

## Persönlichkeiten
- Jack Root (richtiger Name Janos Ruthaly; 1876–1963), austro-amerikanischer Boxer und der erste Weltmeister in der damals neu geschaffenen Division des Halbschwergewichts